# 18984 Олат
18984 Олат (18984 Olathe) — астероїд головного поясу, відкритий 2 вересня 2000 року.
Тіссеранів параметр щодо Юпітера — 3,134.
Названо на честь містечка Олат у штаті Канзас (США).